# Nicholas David Bearfield
Nicholas David Bearfield (* 1965) ist ein britischer EU-Beamter. Er ist seit 2007 Direktor von EPSO (European Personnel Selection Office).

## Werdegang
Bearfield war ein britischer Beamter, von 1989 bis 1991 beim Department of Transport, danach bis 1993 in der britischen Ständigen Vertretung in Brüssel.
Bearfield leitete ab 1993 die interne Kommunikationsabteilung des Personal-Generaldirektorats der EU-Kommission. 